# Коханівка (парк-пам'ятка садово-паркового мистецтва)
Коха́нівка — парк-пам'ятка садово-паркового мистецтва місцевого значення в Україні. Об'єкт розташований на території Подільському районі Одеської області, біля села Коханівка, в урочищі «Коханівка». 
Площа — 260 га. Статус отриманий у 1973 році. Перебуває у віданні ДП «Ананьївське лісове господарство» (Долинівське л-во, кв. 10-16).